# Sloop-of-war

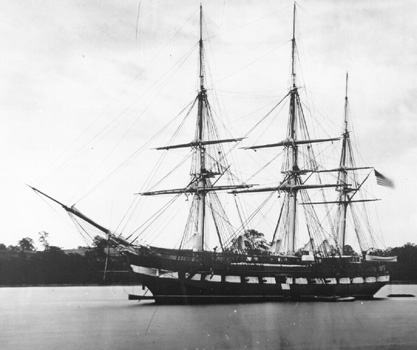
O USS Constellation de 1854, uma chalupa de guerra posterior da Marinha dos Estados Unidos com o nome da fragata original.

No século XVIII e na maior parte do século XIX, um sloop-of-war ou chalupa de guerra da Marinha Real Britânica era um navio de guerra com um único convés de canhão que carregava até dezoito canhões. O sistema de classificação cobria todas as embarcações com 20 canhões ou mais; assim, o termo sloop-of-war englobava todos os navios de combate não classificados, incluindo os muito pequenos brigs e cuters. Em termos técnicos, mesmo os mais especializados eram classificados como sloop-of-war  e, na prática, eram empregados na função de um sloop-of-war quando não desempenhavam suas funções especializadas.
Na Primeira Guerra Mundial e na Segunda Guerra Mundial, a Marinha Real reutilizou o termo "sloop" para navios especializados em defesa de comboios, incluindo a classe Flower da Primeira Guerra Mundial e a altamente bem-sucedida classe Black Swan da Segunda Guerra Mundial, com antiaérea e capacidade anti-submarino. Eles desempenhavam funções semelhantes aos navios da classe de escolta de contratorpedeiros americanos e também desempenhavam funções semelhantes às corvetas menores da Marinha Real.

## Sloop-of-warnotáveis
- Talvez o sloop-of-war mais famoso tenha sido o HMS Resolution, no qual o capitão James Cook fez sua segunda e terceira viagens ao Pacífico. Este não era um sloop naval construído propositadamente, mas era um ex-carvoeiro mercante comprado pela Marinha Real e adaptado para fins de exploração. Cook chamou o Resolution de "o navio de minha escolha" e "o mais apto para o serviço de todos que já vi".
- USS Independence, sloop-of-war da Marinha Continental que serviu em missões diplomáticas na França. O Independence foi o primeiro navio adquirido pelo Congresso Continental para uso durante a Guerra Revolucionária Americana. Ela conquistou dois prêmios britânicos durante seus cruzeiros para a Europa.[3]
- Em 1780, o HMS Vulture, um sloop-of-war da classe Swan com 16 canhões de seis libras e uma tripulação de 99 marinheiros levou o Major John Andre para seu encontro com o General Benedict Arnold, perto de Haverstraw, Nova York, para finalizar os planos para a rendição de West Point por Arnold. O britânico. Após a captura de Andre e o desmascaramento da trama, Arnold fugiu para as linhas britânicas, descendo o rio Hudson a bordo do Vulture.
- O HMS Beagle, um brig-sloop da classe Cherokee remodelado como uma barca de três mastros, é famoso como o navio que Charles Darwin navegou ao redor do mundo entre 1831 e 1836.

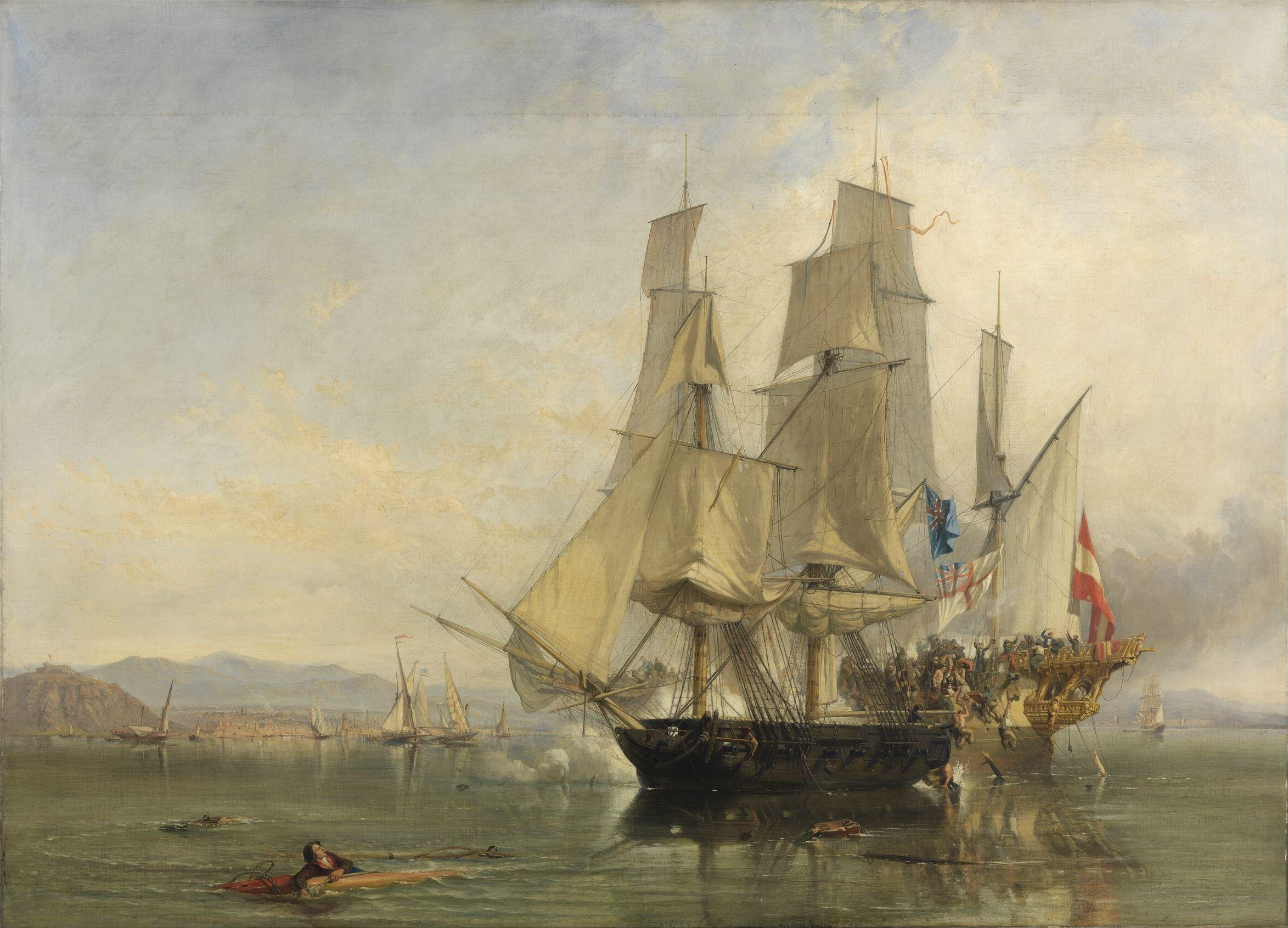
HMS Speedy captura um navio de guerra espanhol em 1801.

- HMS Speedy captura um navio de guerra espanhol em 1801.Em 1805, o HMS Pickle (uma chalupa das Bermudas) trouxe a notícia da vitória britânica na Batalha de Trafalgar.
- Em 1800 e 1801, Lord Cochrane comandou o HMS Speedy, um brig-sloop de 14 canhões, através de uma série de façanhas famosas no Mediterrâneo. Speedy serviu de inspiração para o primeiro comando fictício de Jack Aubrey, Sophie.
- USS Eagle, da Marinha dos Estados Unidos que foi capturado pelos britânicos em águas canadenses. Mais tarde, ela foi libertada pela Marinha dos Estados Unidos na Batalha do Lago Champlain.[3]

- Em 1813, o HMS Racoon foi despachado para Fort Astoria na foz do rio Columbia durante a Guerra de 1812 para tomar o posto, que como se viu já havia sido vendido para a North-West Company; o forte foi renomeado pelo capitão Black do navio como Fort George.
- USS Wasp, da Marinha dos Estados Unidos que serviu com distinção durante a Guerra de 1812. Ela é responsável por afundar ou capturar pelo menos quatro navios de guerra britânicos e capturar vários outros navios mercantes. Isso poucos meses após seu comissionamento e antes de seu próprio naufrágio durante uma tempestade no Caribe em outubro de 1814.

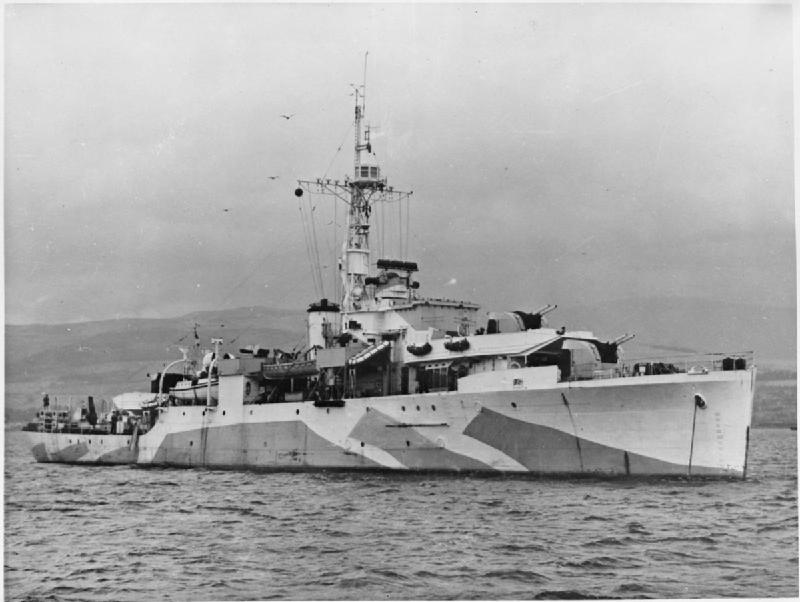
O HMS Amethyst, um Sloop-of-war britânico da classe Black Swan, ficou famoso no "Incidente de Yangtse" em 1949.

- O HMS  Amethyst, um Sloop-of-war britânico da classe Black Swan, ficou famoso no "Incidente de Yangtse" em 1949.Em 1826, o Karteria, atuando como navio de guerra da Marinha da 1ª República Helênica sob o comando do capitão Frank Abney Hastings, foi o primeiro navio de guerra a vapor a entrar em ação. Na época, as armadas européias não tinham navios de guerra a vapor.
- USS Portsmouth, um sloop-of-war da Marinha dos Estados Unidos que serviu durante a Guerra Mexicano-Americana na Campanha da Califórnia. Ela participou do combate durante a Segunda Guerra do Ópio, especificamente a Batalha dos Fortes do Rio das Pérolas. Mais tarde, ela serviu na Guerra Civil Americana, na Batalha dos Fortes Jackson e St. Philip.[3]
- Em 1843, Austin, nau capitânia do Comodoro Edwin Moore, e navio da Segunda Marinha do Texas, participou da Batalha naval de Campeche, que é o único exemplo histórico de uma marinha a vela derrotando uma marinha a vapor.
- USS Constellation, de 1854 que atualmente é um navio-museu. Foi o último navio de guerra projetado e construído pela Marinha dos Estados Unidos.
- USS Kearsarge, a vapor de 1861 mais conhecido por derrotar o invasor de comércio confederado CSS Alabama em um duelo na costa de Cherbourg, França, em junho de 1864.
- HMS Egret, de 1938 que foi o primeiro navio a ser afundado por um míssil guiado, evento ocorrido em 27 de agosto de 1943, quando foi atingido por uma bomba planadora Henschel Hs 293 lançada de um Dornier Do 217.
- Em 4 de março de 1942, o HMAS Yarra afundou com a perda de 147 de 160 tripulantes, enquanto defendia três navios sob sua proteção de três cruzadores japoneses e quatro contratorpedeiros. As ações de sua tripulação são consideradas algumas das mais corajosas da história da Royal Australian Navy.
- O HMS Starling, comandado pelo capitão Frederic John Walker, participou do naufrágio de 14 U-boats entre 1943 e 1944 como parte do 2º Grupo de Escolta.[3]
- Em 1949, o HMS Amethyst, da classe Black Swan da Marinha Real se envolveu em um incidente internacional quando ficou preso no rio Yangtze por baterias costeiras comunistas chinesas. Ela fez uma fuga famosa em 30 de julho de 1949, mais tarde transformada em um longa-metragem Yangtse Incident: The Story of HMS Amethyst.